# 煙台市
煙台市（えんたい/イェンタイ-し、簡体字: 烟台市、繁体字: 煙臺市、拼音: Yāntái）は、中華人民共和国山東省に位置する地級市。山東半島東部に位置する港湾都市である。山東半島の北海岸を占め渤海湾に面し、東は威海に、南と西は青島にそれぞれ接する。
山東省最大の漁港であり、なおかつ最初期に対外経済開放された沿岸都市の一つで、産業都市としても急発展している。現在は環境のよさ、景観のよさ、投資環境のよさが中国でも指折りと評価されている。海岸線に沿って広がる砂浜や断崖は、観光地として全中国から人が集まる。
かつて西洋人にはチーフー（Chefoo）の名で知られたが、これは伝統的に煙台の行政中心であった市の東寄りにある「芝罘」（[tʂí fǔ]、日本語読みは「しふう」）という陸繋島に由来する。今日の「煙台」という名は明の洪武帝の治世だった1398年（洪武31年）に初出する。この年、倭寇対策のために奇山北麓に城が築かれ、その北の山に倭寇襲撃時に警報の狼煙を上げる塔が建設された。これが簡単に「煙台」とよばれるようになった。

## 地理

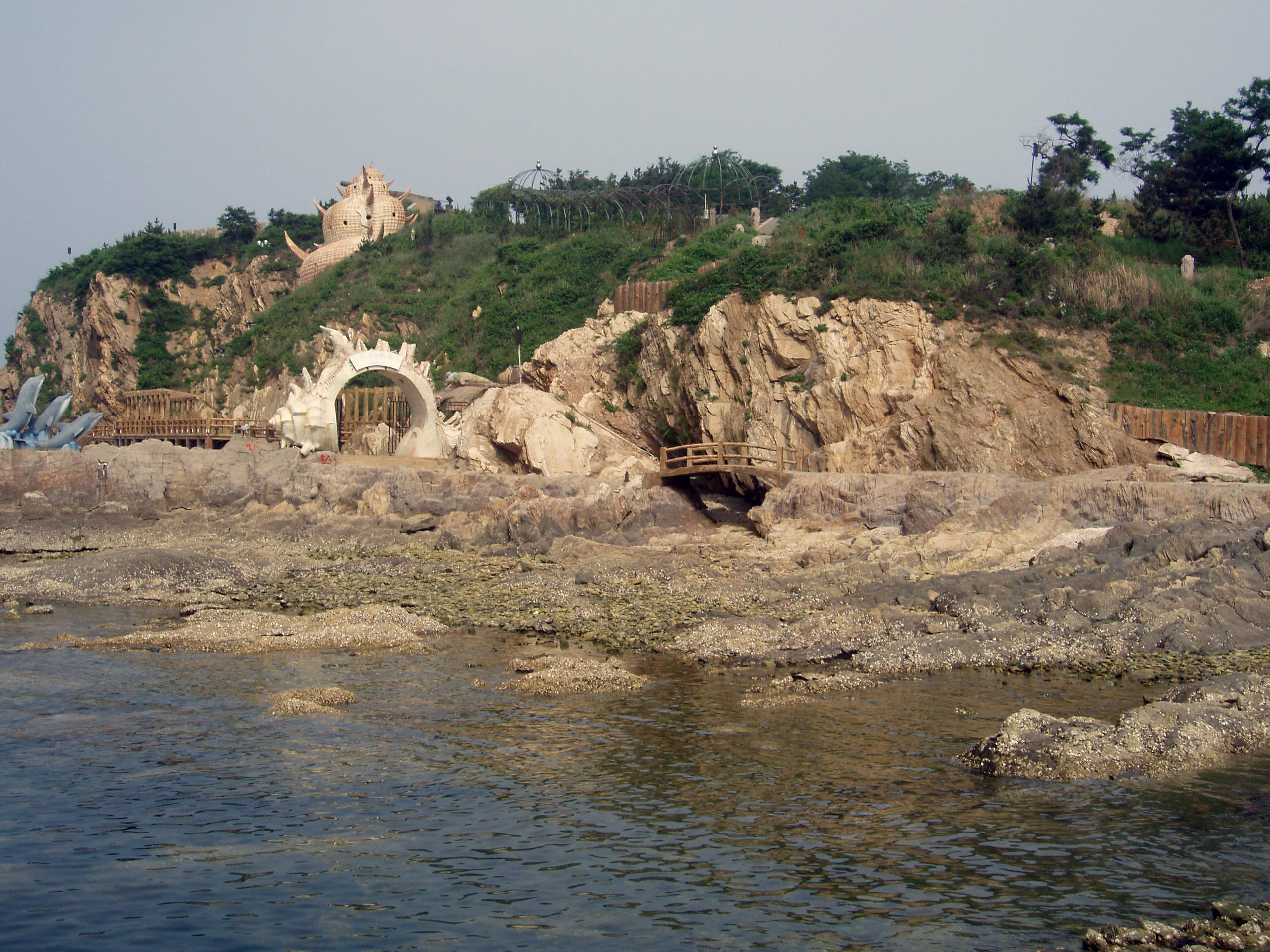
月亮湾

煙台は山東半島の北岸の中心部である。北の渤海をはさんで遼東半島と向かい合い、東は黄海をはさんで朝鮮半島と対峙する。市の中心がある芝罘島は典型的な陸繋島で、その他にも大小63の島や岩礁が沿岸に点在しており、廟島諸島（Miaodao）が北の渤海中央部に向かって伸びている。有人島の数は15。西側は渤海の最南部の湾、萊州湾に面している。
海岸線の長さは909kmで、地形は36.62%が山地、39.7%が丘陵地（100m - 300m）、20.78%が平野、2.9%が水面である。山地の平均標高は500mで、最高点は崑嵛山の922.8m。市街地化した面積は 2643.60平方km。
5km以上の長さの川は121ある。大きな川には、五龍河、大沽河、大沽夾河、王河、界河、黄水河、辛安河がある。
海に面しており、夏は比較的涼しく冬は温暖で、年平均気温は11.8度。

## 歴史

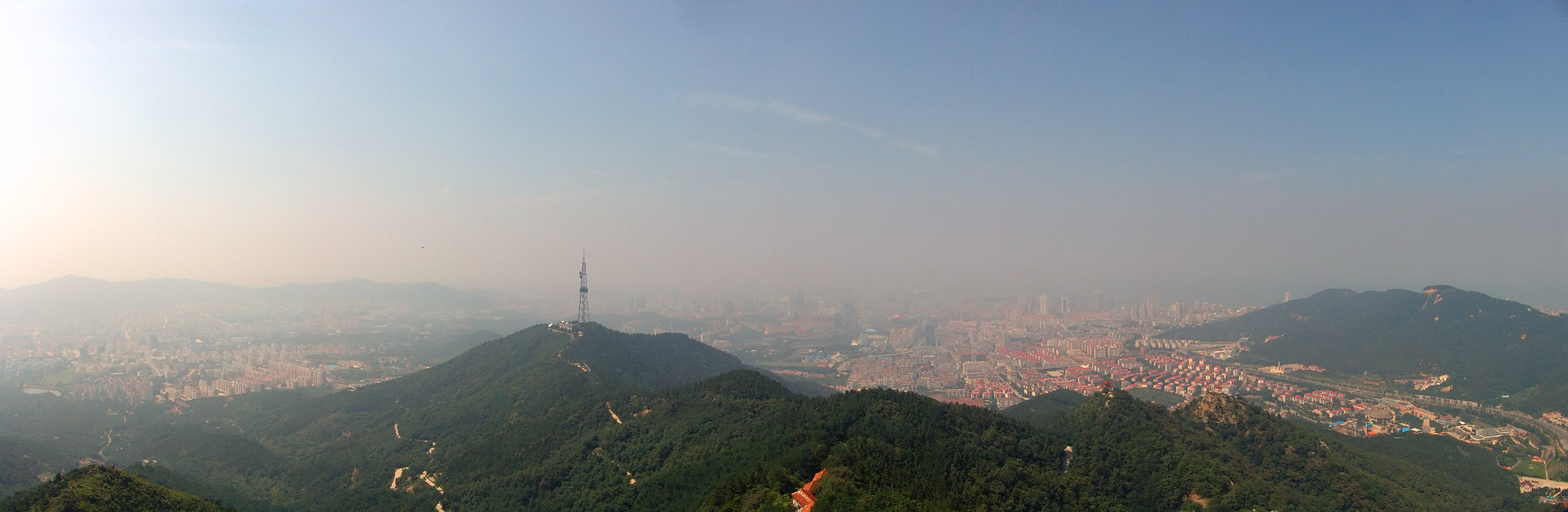
煙台市街地のパノラマ

煙台市の先史時代の遺跡として、大汶口文化に属する白石村遺跡（煙台市芝罘区新成街）が代表される。当時の道具としては漁撈具の種類である逆T字形釣具が2つ発見されており、抉りがなく、両側刻みのものであった。これらのことから、煙台市は約7000年前の時点で人が生活していたことがわかる。そして、煙台市のこれらの文化・文明は膠東半島の文化においても早期のものであった。
先史時代は、半地下式の住居に住んでいたとされ、屋根は海藻房（アマモ葺き屋根）であったとされる。因みに、山東半島ではほかの海藻房集落も発見されている。まだ石器としては石斧、石球、石矢じり、石鎌、石磨盤、石磨などを使用していたことが判明している。これらの出土品から見るに白石村の村民は石器を作るのに多くの時間を費やしていたことがわかる。
また土器・陶磁器も出土している。鉢や罐、三足の鉢、鉢型の鼎も確認されている。これらの陶器から見ても同時代の半坡遺跡などの仰韶文化に技術的には後れを取っていない。骨角器では骨の針、骨のきり、骨の矢じりなどを作成していた。
骨角や貝殻で作られた笄も発見されており、労働及び生活が楽になるという効果と共に、原始的な外見も変化した。これらのことから当時の人々は美に対する意識が高かったと考えられている。
かつては東夷族の居住地があり夏朝の時代に国を建てたといわれている。殷、周、春秋時代には萊国の地とされ、戦国時代には斉の領土となった。秦代には斉郡に、前漢の時代には東萊郡に属した。始皇帝は3回、武帝は1回芝罘島を訪れたと言われている。隋の時代に萊州に、唐、宋、元の時代に登州や萊州が置かれた。明、清の時代には萊州府が、後に登州府が置かれている。

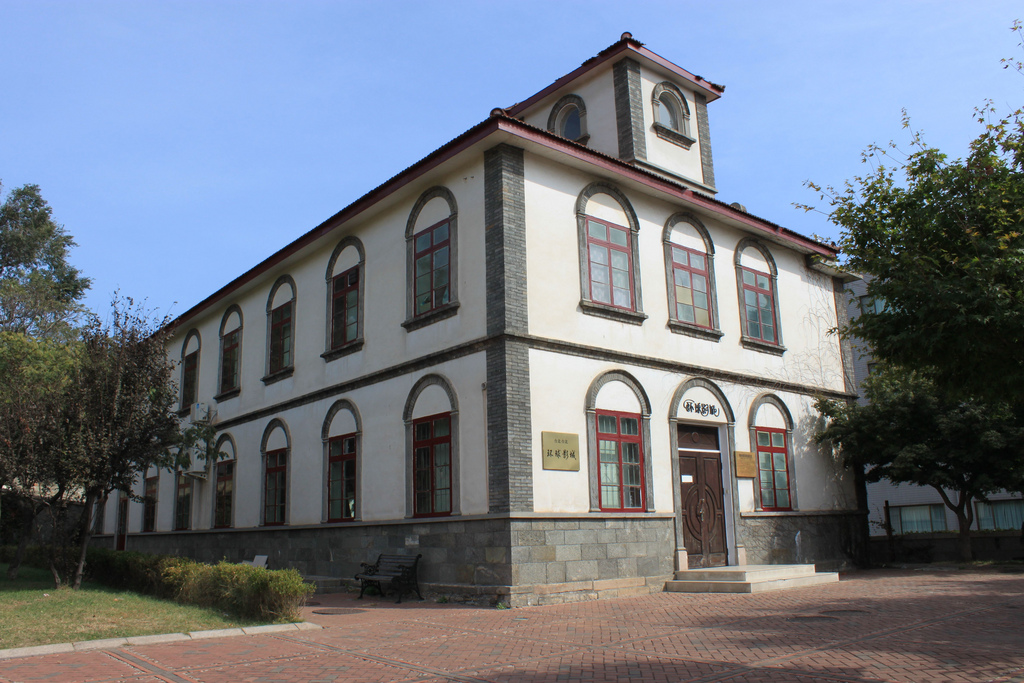
旧イギリス煙台領事館

1858年7月、清は天津条約を結び、登州は煙台と改名され西洋諸国に開港されることとなった。なお、第2次アヘン戦争の際にイギリス・フランス連合艦隊が煙台を占領して艦隊を集結させている。煙台は1861年5月に外国商人たちに対して開港したが、正式に国際貿易港とされたのは、要塞・東海関の竣工にあわせた8月22日のことである。17カ国が煙台に領事館を設置した。ここで1876年に芝罘条約が結ばれている。漁港だった煙台はイギリスの条約港となり急速に都市化したが、20世紀初頭に山東半島全域でドイツ帝国の力が増すと、煙台もドイツに支配されることとなった。また、清も北洋艦隊の拠点とし、1903年に設置された煙台海軍学校は1928年まで中国の海軍士官を育成した。
1905年には、日露戦争後の講和会議の開催候補地のひとつとなった。
第一次世界大戦でのドイツの敗戦により、煙台はアメリカ海軍のアジア艦隊の夏の駐留港となった。日本も交易のために煙台に拠点を置き、両国の影響が市内の政治や建物の様式におよぶことになった。
中国の革命史上でも煙台は重要な役割を果たした。1911年11月12日、中国革命同盟会の山東支部は煙台で決起し、辛亥革命に合流した。翌日には山東軍政府が創設され、その翌日には山東煙台軍政分府と改称した。1914年、煙台を中心とする膠東道が設置され、1925年には東海道と改称された。煙台はこの時期までは膠東道および東海道の福山県（ふくざんけん）に属したが1934年に煙台特別行政区が発足し山東省の直轄地となった。もとは煙台を含んでいた福山県は以後煙台の街の拡大とともに範囲が削られ、現在の福山区となっている。1938年1月19日、日中戦争の最中、膠東軍政委員会が設立されこの地域の抗日運動の中心となった。
中華人民共和国建国後、対外的にもChefooはYantaiに改称された。1983年には再編され地級市となり、1984年には対外開放された。戦後対外開放されるまでは外国人の立ち入りが制限された事もある。2015年に中国LCC大手春秋航空により、愛知県常滑市の中部国際空港と煙台市を結ぶ定期路線が新規開設された。その他、大阪府の関西国際空港、福岡県の福岡空港、静岡県の富士山静岡空港とも直行便が運行されている。

## 行政区域
5市轄区・6県級市から構成される。
- 市轄区：
  - 萊山区・芝罘区・福山区・牟平区・蓬萊区
- 県級市：

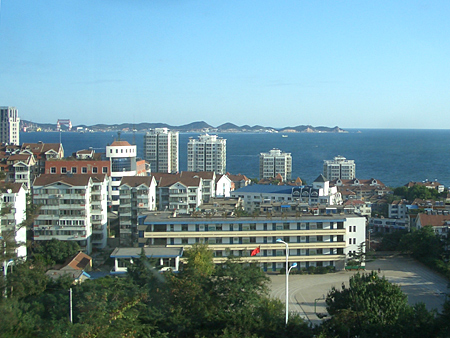
煙台市の海岸沿いの市街地

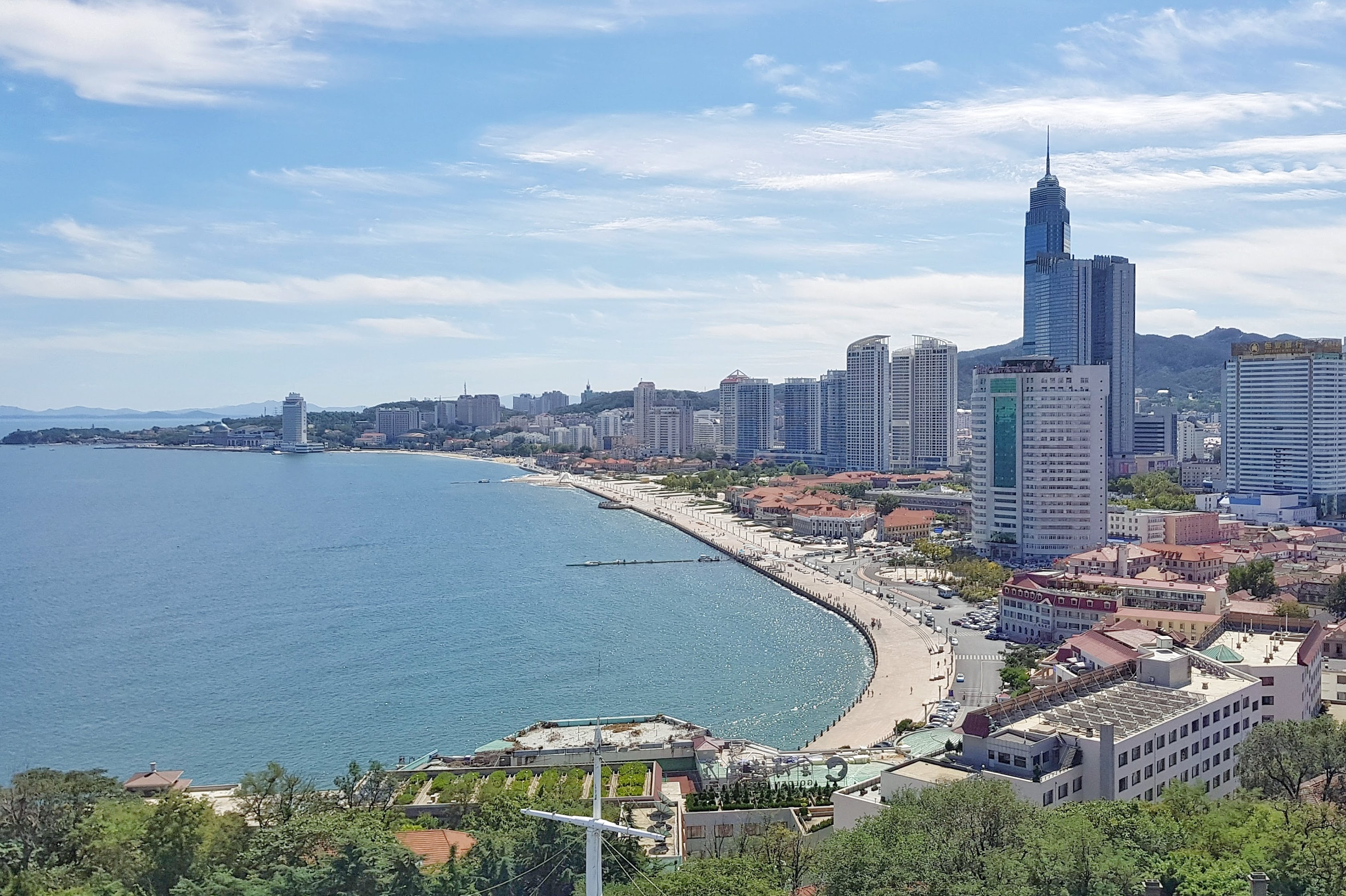
煙台市の海岸沿いの市街地

  - 竜口市・海陽市・萊陽市・萊州市・招遠市・棲霞市

| 煙台市の地図                                                                 |
| ---------------------------------------------------------------------------- |
| 芝罘区 福山区 牟平区 萊山区 蓬萊区 竜口市 萊陽市 萊州市 招遠市 棲霞市 海陽市 |

### 年表
この節の出典

#### 膠東行政区
- 1949年10月1日 - 中華人民共和国山東省膠東行政区が成立。煙台市を直轄する。(1市)
- 1950年5月9日 - 煙台市が文登専区に編入。

#### 膠東行政区北海専区
- 1949年10月1日 - 中華人民共和国山東省膠東行政区北海専区が成立。竜口市・黄県・棲霞県・蓬萊県・福山県・招遠県・招北県・棲東県・長山島特区が発足。(1市7県1特区)
- 1950年1月3日 (1市6県1特区)
  - 招北県が招遠県に編入。
  - 膠東行政区東海専区牙前県の一部が棲東県に編入。
- 1950年5月9日 
  - 竜口市・黄県・棲霞県・蓬萊県・招遠県・棲東県・長山島特区が萊陽専区に編入。
  - 福山県が文登専区に編入。

#### 萊陽専区
- 1950年5月9日 - 膠東行政区南海専区萊陽県・平南県・萊西県・平東県、膠東行政区北海専区竜口市・黄県・棲霞県・蓬萊県・招遠県・棲東県・長山島特区、膠東行政区西海専区平度県・平西県・掖南県・掖県を編入。萊陽専区が成立。(13県1特区)
  - 竜口市が黄県に編入。
- 1952年8月18日 - 平南県が蓼蘭県に改称。(13県1特区)
- 1953年7月2日 (10県1特区)
  - 棲東県が棲霞県に編入。
  - 平東県が平度県に編入。
  - 平西県が蓼蘭県に編入。
- 1954年12月31日 - 棲霞県の一部が文登専区福山県・牟平県に分割編入。(10県1特区)
- 1956年2月24日 (1市18県1特区)
  - 文登専区威海市・崑崙県・海陽県・牟平県・栄成県・乳山県・石島県・文登県・福山県、膠州専区即墨県・即東県を編入。
  - 平度県・蓼蘭県が昌濰専区に編入。
- 1956年3月6日 (1市14県1特区)
  - 掖南県および昌濰専区蓼蘭県の一部が掖県に編入。
  - 石島県が栄成県に編入。
  - 即東県が即墨県・海陽県に分割編入。
  - 崑崙県が牟平県・文登県に分割編入。
- 1956年5月 (1市14県1特区)
  - 乳山県の一部が文登県に編入。
  - 萊陽県の一部が萊西県に編入。
  - 萊西県の一部が萊陽県・掖県に分割編入。
  - 即墨県の一部が昌濰専区膠県に編入。
- 1956年5月18日 - 文登県の一部が威海市に編入。(1市14県1特区)
- 1956年5月25日 - 長山島特区が県制施行し、長島県となる。(1市15県)
- 1956年6月 - 文登県の一部が栄成県に編入。(1市15県)
- 1956年9月7日 - 文登県の一部が威海市に編入。(1市15県)
- 1956年11月8日 - 福山県・牟平県の各一部が煙台市に編入。(1市15県)
- 1958年4月 - 招遠県の一部が掖県に編入。(1市15県)
- 1958年7月 - 文登県の一部が牟平県・威海市に分割編入。(1市15県)
- 1958年10月20日 - 福山県の一部が煙台市に編入。(1市15県)
- 1958年11月 - 萊陽専区が煙台専区に改称。

#### 煙台市(第1次)
- 1950年9月 - 文登専区煙台市が地級市の煙台市に昇格。一区から五区までの区が成立。(5区)
- 1951年10月 - 五区が四区に編入。(4区)
- 1954年12月31日 - 文登専区福山県の一部が四区に編入。(4区)
- 1956年2月24日 - 一区・二区・三区・四区を廃止。(1市)
- 1956年11月8日 - 萊陽専区福山県・牟平県の各一部を編入。(1市)
- 1958年10月20日 - 萊陽専区福山県の一部を編入。(1市)
- 1958年11月 - 煙台市が煙台専区に編入。

#### 煙台地区
- 1958年11月 - 萊陽専区が煙台専区に改称。(2市14県)
  - 煙台市を編入。煙台市が県級市に降格。
  - 即墨県が青島市に編入。
  - 文登県・栄成県のそれぞれ一部が威海市に編入。
  - 牟平県の一部が乳山県に編入。
- 1958年12月20日 (2市8県)
  - 長島県・黄県が蓬萊県に編入。
  - 萊西県が萊陽県に編入。
  - 乳山県が文登県・煙台市・海陽県に分割編入。
  - 牟平県・福山県が煙台市に編入。
- 1960年3月28日 - 煙台市の一部が分立し、牟平県が発足。(2市9県)
- 1961年5月23日 - 青島市即墨県を編入。(2市10県)
- 1961年9月 - 青島市嶗山郊区の一部が即墨県に編入。(2市10県)
- 1961年10月5日 (2市14県)
  - 蓬萊県の一部が分立し、黄県が発足。
  - 萊陽県の一部が分立し、萊西県が発足。
  - 牟平県・文登県・海陽県の各一部が合併し、乳山県が発足。
  - 煙台市の一部が分立し、福山県が発足。
- 1963年6月29日 - 蓬萊県の一部が分立し、長島県が発足。(2市15県)
- 1965年8月 (2市15県)
  - 煙台市の一部が福山県・牟平県に分割編入。
  - 威海市の一部が文登県・栄成県に分割編入。
- 1966年11月 - 青島市嶗山県の一部が即墨県に編入。(2市15県)
- 1967年2月 - 煙台専区が煙台地区に改称。(2市15県)
- 1978年11月17日 - 即墨県が青島市に編入。(2市14県)
- 1983年8月30日 
  - 煙台市が地級市の煙台市に昇格。
  - 威海市・栄成県・文登県・牟平県・乳山県・海陽県・萊陽県・掖県・招遠県・棲霞県・黄県・蓬萊県・長島県・福山県が煙台市に編入。
  - 萊西県が青島市に編入。

#### 煙台市(第2次)
- 1983年8月30日 - 煙台地区煙台市が地級市の煙台市に昇格。(2市12県)
  - 煙台地区威海市・栄成県・文登県・牟平県・乳山県・海陽県・萊陽県・掖県・招遠県・棲霞県・黄県・蓬萊県・長島県・福山県を編入。
  - 福山県が煙台市に編入。
- 1983年10月15日 - 芝罘区・福山区を設置。(2区1市12県)
- 1986年9月23日 - 黄県が市制施行し、竜口市となる。(2区2市11県)
- 1987年2月20日 - 萊陽県が市制施行し、萊陽市となる。(2区3市10県)
- 1987年6月15日 (2区2市7県)
  - 威海市が地級市の威海市に昇格。
  - 栄成県・文登県・乳山県が威海市に編入。
- 1988年2月24日 - 掖県が市制施行し、萊州市となる。(2区3市6県)
- 1991年11月30日 - 蓬萊県が市制施行し、蓬萊市となる。(2区4市5県)
- 1991年12月21日 - 招遠県が市制施行し、招遠市となる。(2区5市4県)
- 1994年9月29日 (4区5市3県)
  - 芝罘区・牟平県の各一部が合併し、萊山区が発足。
  - 牟平県の残部が区制施行し、牟平区となる。
- 1995年11月30日 - 棲霞県が市制施行し、棲霞市となる。(4区6市2県)
- 1996年4月29日 - 海陽県が市制施行し、海陽市となる。(4区7市1県)
- 2002年9月17日 - 蓬萊市の一部が福山区に編入。(4区7市1県)
- 2009年3月9日 - 牟平区の一部が萊山区に編入。(4区7市1県)
- 2020年6月5日 - 蓬萊市・長島県が合併し、蓬萊区が発足。(5区6市)
- 2020年7月10日 - 棲霞市の一部が福山区に編入。(5区6市)

## 経済
煙台は現在、半島南部の港湾都市・青島に次ぎ山東省第二の産業都市である。
煙台経済技術開発区（1984年開設）、煙台輸出加工区（2000年開設）という二つの全国国家級開発区があり、煙台経済技術開発区は全国でもトップ10に入る規模となっている。
1892年に創業した張裕醸酒公司は、現在では中国でも第一のワイン製造会社となっている。

## 軍事
青島・旅順・葫芦島を拠点とする北海艦隊が煙台にも小規模な基地を持つ。

## 教育
- 煙台大学
- 中國農業大學（煙台）
- 魯東大学
- 山東工商学院
- 浜州医学院

## 交通

### 空路
煙台蓬萊国際空港が煙台市の北西約43kmの位置にある。国内線は北京、瀋陽、寧波、大連を含む複数都市から毎日フライトがある。国際線は東京の成田国際空港、大阪の関西国際空港、福岡の福岡国際空港、韓国の仁川空港を結ぶ便がある。
2015年5月28日の煙台蓬萊国際空港開港以前は、民間便は煙台萊山国際空港を利用していた。

### 海路
大連から毎日複数の船が出ている。所要時間は約6時間半。

### 鉄道
- 主要駅
  - 煙台駅（中国語版） - 市の中心部に位置し、藍煙線、竜煙線（中国語版）、青栄都市間鉄道、津濰煙高速鉄道（中国語版）の4路線が乗り入れるターミナル駅。当駅から省都の済南へは高速列車で2時間から3時間[7]、青島へは1時間から2時間である。[8]
  - 煙台西駅（中国語版）
  - 煙台南駅（中国語版）

### 道路
- 同三高速道路（中国語版）
- G204国道
- G206国道（中国語版）
- G309国道

## 出身人物
- 丘長春 (1148-1227、道士)
- 王懿栄 (1845-1900、考古学者)
- ニコラス・ポッペ(1897-1991、言語学者)
- 張瑞敏(1949-、実業家)
- 張紀中(1951-、ドラマプロデューサー)
- 張煒(1956-、小説家)

## 友好都市
- アンガス, スコットランド
- 別府市, 日本
- 群山市, 大韓民国
- 宮古市, 岩手県、日本
- オレブロ（Örebro）, スウェーデン
- プーケット県, タイ王国
- サンディエゴ, アメリカ合衆国
- タウランガ, ニュージーランド
- 蔚山広域市, 大韓民国
- ウラジオストク, ロシア
- 原州市, 大韓民国